# Ichtegem
Ichtegem – miejscowość i gmina (gemeente) w Belgii, w Regionie Flamandzkim, w prowincji Flandria Zachodnia, w okręgu Ostenda. 1 stycznia 2024 r. liczyła 14 519 mieszkańców.

## Podział administracyjny
W skład gminy wchodzą dwie dzielnice (deelgemeente):
- Bekegem
- Eernegem

## Współpraca
Miejscowość partnerska:
- Wassen, Szwajcaria